# Shakespeare's sister
Shakespeare's sister is een single van de Britse alternatieve rockgroep The Smiths. De single werd uitgebracht op 18 maart 1985 en bereikte de 26e plaats op de UK Singles Chart.

## Achtergrond
De titel van Shakespeare's sister werd overgenomen van Virginia Woolfs essay A room of one's own uit 1928, waarin ze zich afvraagt hoe het de (denkbeeldige) even getalenteerde zus van William Shakespeare zou zijn vergaan in de Elizabethaanse samenleving. Volgens zanger Morrissey ging het nummer over "de ketens van depressie van je afschudden, en uit het vel van je ouder kruipen, en ontsnappen, en leven, en doen wat je wilt doen". De tekst werd geïnspireerd door het boek By Grand Central Station I sat down and wept van dichter Elizabeth Smart en het nummer Don't jump van zanger Bill Fury.
Gitarist Johnny Marr componeerde de muziek op zijn onlangs aangeschafte piano, met Johnny Cash, Bo Diddley (Diddly daddy), Chuck Berry (You can't catch me) en The Rolling Stones (Have you seen my mother baby, standing in the shadow?) als inspiraties. Bassist Andy Rourke verzorgde de cellopartij. De single was niet bijster succesvol, wat volgens Morrissey de schuld was van het gebrek aan vertrouwen van hun platenmaatschappij Rough Trade. Geluidstechnicus Stephen Street was echter van mening dat het nummer veel beter had kunnen zijn. Journalist Nick Kent was getuige bij het mixen van de single en noemde het eindresultaat "een verfoeiing van de potentie van het nummer".
De Britse rockgroep Shakespears Sister is naar het nummer vernoemd.

## Nummers
Alle muziek en teksten zijn geschreven door Morrissey en Johnny Marr. 
| Nr. | Titel                | Duur |
| --- | -------------------- | ---- |
| 1.  | Shakespeare's sister | 2:09 |
| 2.  | What she said        | 2:40 |

| Nr. | Titel                | Duur |
| --- | -------------------- | ---- |
| 1.  | Shakespeare's sister | 2:09 |
| 2.  | What she said        | 2:40 |
| 3.  | Stretch out and wait | 2:37 |

## Bezetting
- Morrissey - zang
- Johnny Marr - gitaar, piano
- Andy Rourke - basgitaar, cello
- Mike Joyce - drumstel